# 음력 7월 28일
음력 7월 28일은 음력 7월의 28번째 날이다.

## 사건
- 2006년 - 한남대교 남단에서 불법유턴과 음주운전으로 인한 4중 추돌사고가 일어나 당시 택시에 타고있던 힙합가수 주비트레인이 크게 다치고 그의 애인과 택시기사는 사망하였다.

## 탄생
- 1977년 - 대한민국의 가수 장민호.
- 1988년 - 대한민국의 프로게이머 김경모.
- 1989년 - 대한민국의 성우 공준호.
- 1990년 - 대한민국의 가수 세리(달샤벳).
- 1991년 - 대한민국의 문화예술인 권별.
- 1992년 - 일본의 가수,배우 시게오카 다이키.
- 1993년 - 대한민국계 미국의 모델 스테파니 리.

## 사망
- 2023년 - 대한민국의 가수 곽순옥.

## 같이 보기
- 음력 360일: 1월 2월 3월 4월 5월 6월 7월 8월 9월 10월 11월 12월
- 전날:7월 27일 다음날:7월 29일 - 전달:6월 28일 다음달:8월 28일
- 양력:7월 28일
- 음력, 윤달